# Ernst Karl Rößler

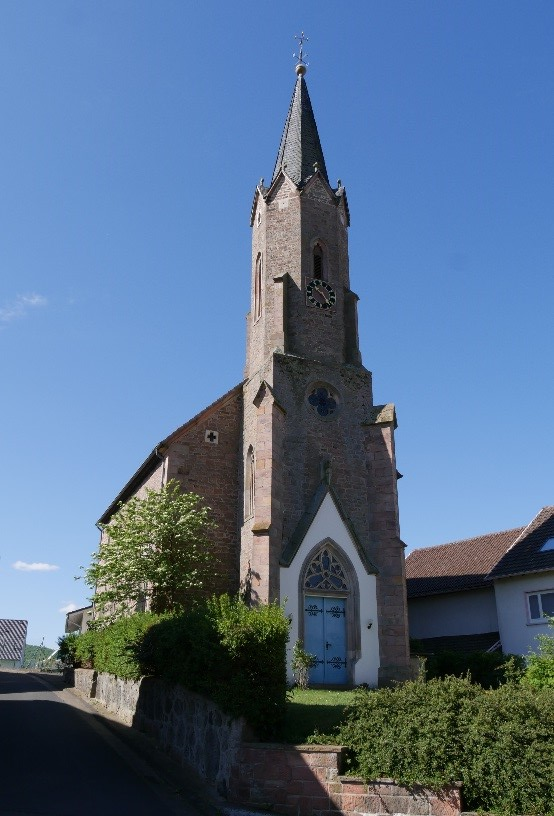
Kirche Hohenzell (2017)

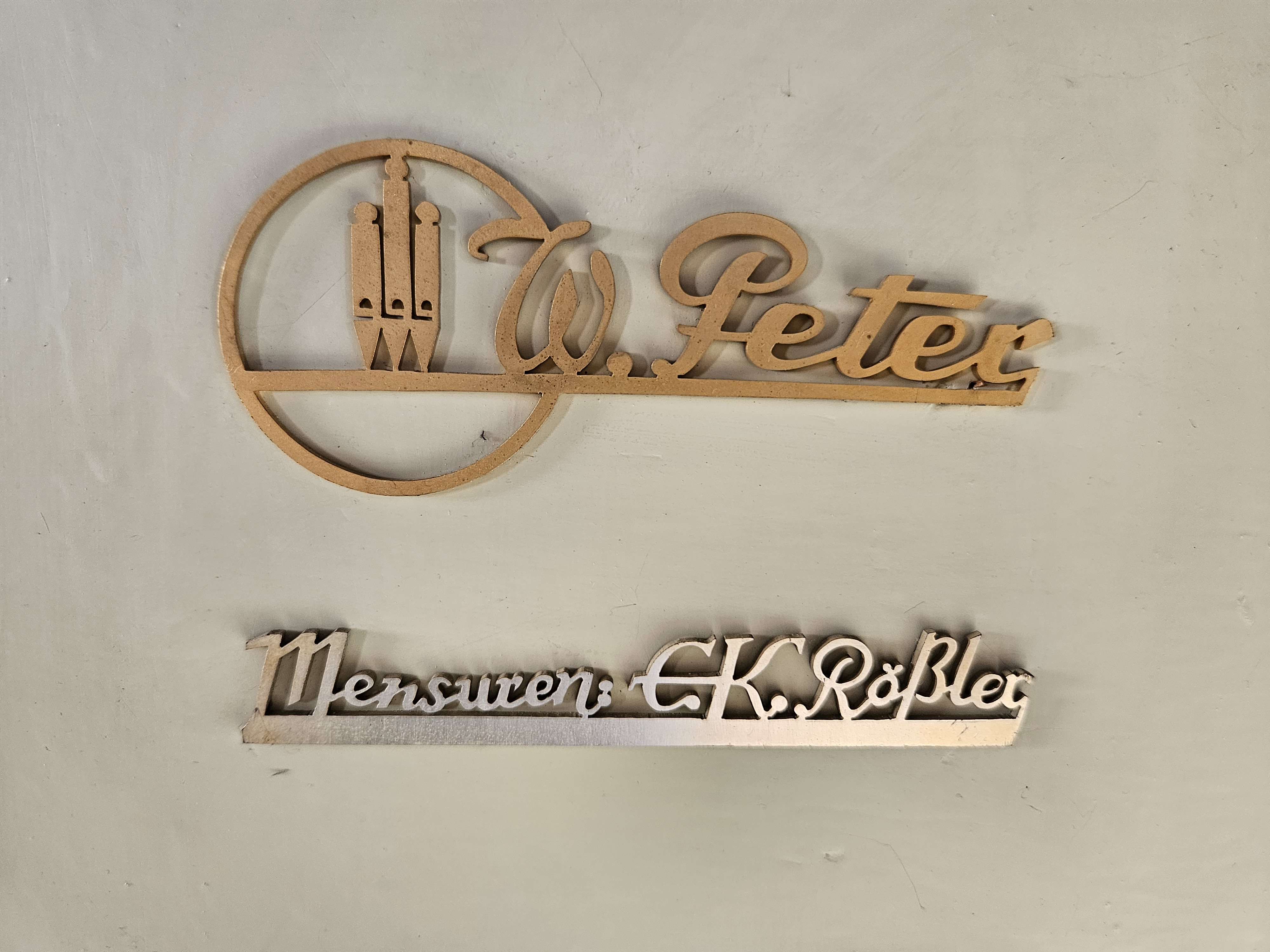
Firmenschilder von Willi Peter und Ernst Karl Rößler

Ernst Karl Rößler (* 18. Oktober 1909 in Pyritz; † 19. August 1980 in Königsfeld im Schwarzwald) war ein deutscher Pfarrer, Organist, Komponist und Orgelsachverständiger.

## Leben

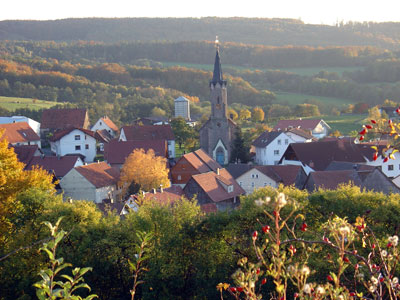
Blick auf Hohenzell in Hessen mit Kirche

Ernst Karl Rößler war erst evangelischer Pfarrer in Köslin-Jamund, dann unmittelbar nach der Vertreibung aus dem Osten 1945 Pastor in Lübeck und von 1947 bis 1974 Pfarrer in Schlüchtern-Hohenzell in Hessen. Zeitweise unterrichtete er Orgel und Komposition in Lübeck und an der Musikhochschule in Freiburg im Breisgau; außerdem war er Dozent für Orgelbaukunde an der von ihm mitbegründeten Kirchenmusikalischen Fortbildungsstätte Schlüchtern.
Während seiner Zeit als Pfarrer in Hohenzell beeinflusste er in seiner Funktion als Orgelsachverständiger den Orgelbau in Deutschland von ca. 1950 bis 1975. Rößler vertrat ein kreatives neobarockes Orgelideal und entwickelte daher auch neue Register (siehe unten). Er schätzte engere Mensuren, da sie zu einem schlankeren Klang führten.
Rößler arbeitete mit verschiedenen Orgelbauern wie z. B. vor allem Willi Peter oder Hammer und Walcker zusammen und realisierte so etliche Orgelbauprojekte. Allerdings wurden manche von ihm entworfenen Orgeln auch von billig arbeitenden Orgelbaufirmen in schlechter Qualität ausgeführt, so dass sie schon nach wenigen Jahrzehnten durch andere Instrumente ersetzt wurden.

## Orgeltheorie und Registrierungslehre
In seinem Buch Klangfunktion und Registrierung (1952) bildete Rößler eine neue Terminologie zur Beschreibung des Klangs von Orgelregistern. „Längenkraft“ hat danach ein Register, wenn es selbst bei längerem Hören nicht ermüdet. „Konzentrizität“ soll bedeuten, dass selbst extreme Lagen als gleicher Klang wahrgenommen werden. „Dissonanzstark“ ist ein Register oder eine Registrierung, wenn dissonante Spannungen unaufdringlich erscheinen. „Raumlinienstark“ ist für Rößler eine Registrierung, die polyphone Musik „plastisch-raumhaft“ hörbar macht. Dies geschieht durch Vermeidung von „Klangüberschattung“ (gegenseitiges Verdecken der melodischen Linien). „Harmoniestark“ und „raumlinienschwach“ sind für Rößler dagegen Register, bei denen Akkordgebilde besonders zu Tage treten. Die obere Stimme überschattet dann die unteren. Dies sei besonders bei der Orgel um 1900 der Fall gewesen; deswegen müssten „raumlinienstarke“ Klangeigenschaften durch richtige Bauart und Mensuren der Register zurückgewonnen werden.
Die konkrete Registrierung soll nach Rößler die Struktur eines Werkes transparent machen. Die Register ordnete Rößler nach ihren Funktionen und Farben in drei „Registermischgruppen“ ein:
- Organo pleno ist der reine Prinzipalchor mit Klangkrone. Vollbecherige Zungenstimmen können dazu auch gezogen werden. Organo pleno mutato ist die Plenumregistrierung mit Zusätzen wie der Terz. Organo pleno alto/altissimo ist das Pleno mit hochliegenden Mixturen wie der Zimbel.
- Zweitens ist Organo electo der Weit- oder Flötenchor (z. B. Gedacktflöte 8′ + Septade 4′). Er kann auch als Lückenregistrierung eingesetzt werden (z. B. im Manual: Gedacktpommer 16′ + Singend Nachthorn 4′; im Pedal: Subbass 16′ + Doppelrohrflöte 2′). Eine Abwandlung ist Electo principale für die Weitchorbasis mit höheren Prinzipallagen (z. B. Holzflöte 8′ + Oktave 2′ + Quinte 1 1⁄3′).
- Drittens verlangt Organo variano kurzbecherige Zungenstimmen mit höheren Aliquoten (z. B. Rohrkrummhorn 8′ + Gemsquinte 1 1⁄3′), auch Sololabiale sind möglich.[8][9][10]

## Rößlers Orgelregister
Von den Orgelplanern der Orgelbewegung war Rößler am meisten an neuen Pfeifenkonstruktionen interessiert; demgegenüber betreffen die Innovationen anderer Vertreter der Orgelbewegung (wie z. B. Helmut Bornefeld) vor allem neue Aliquotregister. Rößler hatte eine besondere Vorliebe für überblasende Orgelregister, da sie für ihn besonders „raumlinienstark“ waren, und entwarf sie in nahezu allen denkbaren Formen, trichterförmig, rohrgedeckt oder konisch (d. h. kegelförmig bzw. umgekehrt trichterförmig). Rößler entwickelte und disponierte vor allem folgende neue Orgelregister:
- Baßzink, Rauschzink: eine Pedalmixtur mit den Chören 5 1⁄3′ + 3 1⁄5′ + 2 2⁄3′ + 2 2⁄7′, wobei Rößler für die Quintchöre zylindrische, breitlabiierte Pfeifen und für die Terz- und Septimenchöre konische, schmallabiierte Pfeifen vorsah.[12]
- Dolkan, überblasender: ein überblasendes Trichtergedackt.[13]
- Doppelrohrflöte: eine überblasende Rohrflöte mit Doppelrohr. Rößler schrieb dem Register eine zungenstimmenartige („rohrwerksartige“) Färbung des Klangs zu.[14]
- Gemshornregal: eine kurzbecherige Zungenstimme, deren Becher aus einem trichterförmigen Unter- und einem konischen Oberteil bestehen. Von der Form her ähneln sie damit dem Labialregister Gemshorn, daher Rößlers Name.[15] Christhard Mahrenholz nannte ein ähnlich geformtes Zungenregister Doppelkegelregal.[16]
- Helltrompete, Helle Trompete: Bei Rößler wie bei Walter Supper eine enge Bauform der Trompete.[17]
- Hülzern Glächter oder Un-Tredezime: ein zweifaches Aliquotregister mit einem Undezimen- und einem Tredezimen-Chor.[18]
- Musiziergedackt: Bei Rößler und Paul Ott eine Bezeichnung für das Stillgedackt.[19]
- Oberton: Die in der Zeit der Orgelbewegung beliebte Mixtur mit dissonanten Aliquotreihen wurde von Rößler in St. Sebald, Nürnberg, mit 8⁄11′ + 8⁄13′ disponiert.[20]
- Octava nazarda: Rößlers Bezeichnung für eine weit mensurierte Oktave 4′ oder 2′.[21]
- Rohrgemsquinte, überblasende: ein im Bass zylindrisch-rohrgedecktes, im Diskant konisch-offenes und überblasendes 1 1⁄3′-Register.[22]
- Rohrkrummhorn: Eine von Rößler zuerst 1940 für seine Hausorgel in Jamund disponierte Zungenstimme. Der Becher besteht aus einem kurzen (unteren) Rohr, in das ein zweites, kleineres, oberes Rohr ein Stück weit eingesteckt ist und durch Führungsstifte gehalten wird. Beide Rohre sind ziemlich eng und kurz, die Gesamtlänge des Bechers beträgt auf C nur ca. 80 cm. Rößler schätzte an dem Register, dass es „gegenüber den offenen Krummhörnern obertonreicher und singender ist, die Stimmung unerhört hält und in seiner infernalisch-realistischen wie mystisch abgewandten Erregtheit die Farbpalette bedeutend erweitert“.[23]
- Rohrschweizerpfeife, Rohrschweizerflöte: eine überblasende Rohrflöte in 2′-, seltener 4′-Lage.[24]
- Rohrtraverse: ein rohrgedecktes, ab fis2 oder g2 überblasendes 4′-Register annähernd in Normalmensur.[25]
- Septade: Rößler griff diese von Walter Supper gebildete Bezeichnung auf und verstand darunter ein engmensuriertes Trichtergedackt aus Metall. Bei diesem tritt ein unharmonischer dritter Teilton auf, welcher der Septime 2 2⁄7′ nur ungefähr entspricht; Rößler bezeichnete das Register darum manchmal auch als Sextade.[26]
- Sesquialtera dreifach: Rößler dürfte in diesem Fall die klassische zweifache Sesquialtera, genauso wie Walter Supper, um eine Septime erweitert haben, also 2 2⁄3′ + 1 3⁄5′ + 1 1⁄7′.[27]
- Singend Nachthorn: ein weit mensuriertes, schwach konisches Register in 4′- oder seltener 2′-Lage.[28]
- Spanischer Hintersatz, spanische Mixtur: eine Mixtur in enger Prinzipalmensur mit folgender Repetition: C: 2′ + 1 1⁄3′ + 1′; c′: 2 2⁄3′ + 2′ + 1 1⁄3′; d′′: 4′ + 2 2⁄3′ + 1 1⁄3′; a′′ 4′ + 2 2⁄3′ + 2′. Die Mixtur ist quintbetont und zum Auffüllen durch die Oktave 2‘ gedacht.[29] „Was daran spanisch ist, hat Rößler leider nicht verraten.“ (Roland Eberlein).[30]
- Terzglockenton, Glöckleinton: eine auf 1 1⁄3′ beginnende repetierende Mixtur mit einem Terz- und im Diskant auch einem Septimenchor.[31]
- Trichtergedackt: Bei Rößler ein enges Gedackt, das sich im Vergleich zu Septade weniger stark nach oben erweitert.[32]
- Vox virginea: Bei Rößler und anderen Vertretern der Orgelbewegung ist dies die Bezeichnung für ein Regal mit gedeckten Aufsätzen ähnlich dem Jungfrauenregal in Schloss Frederiksborg.[33]
- Weidenflöte, Gemsflöte: Bei Rößler ein nicht mit der Weidenpfeife (Salicional) gleichzusetzendes Register mit konischen Pfeifen, in der Großen Oktave gedeckt und ab c oder f offen, −6 bis −3 Halbtöne unter Normalmensur.[34]

Praktisch alle diese Register sind nach Rößlers Rückzug aus dem Orgelbau um 1975/1980 in Neubauten nicht mehr disponiert worden.

## Rößlers Hausorgel

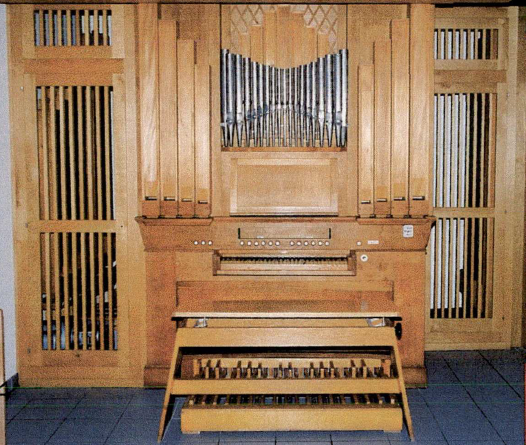
Hausorgel

Seine erste Hausorgel in Köslin-Jamund verlor Rößler durch die Vertreibung aus dem Osten, doch ließ er sich bereits 1949 in seinem evangelischen Pfarrhaus in Hohenzell eine neue Hausorgel erbauen, die er später an seinen letzten Wohnort in Königsfeld im Schwarzwald mitnahm. 1995 wurde die Orgel von dort durch Willi Peter in die Johanneskirche Bad Hersfeld versetzt und überholt, wo sie bis 2015 stand. Der weitere Verbleib ist unbekannt. Die einmanualige Orgel mit selbstständigem Pedal und zehn Registern wurde 1949 vom Orgelbauunternehmen E. F. Walcker als Opus 2886 erbaut und als „Walcker-Sauer-Rößler Pedal-Positv“ bezeichnet. Das Werk hatte folgende Disposition:
| Manual (schwellbar) C–g3 |                            |       |     |
|                          | Musisziergedackt           | 8′    | B/D |
|                          | Septade                    | 4′    | B   |
|                          | Sextade                    | 4′    | D   |
|                          | Singend Nachthorn          | 2′    | B/D |
|                          | Überblasene Rohrgemsquinte | 1 ⁄3′ | B/D |
|                          | Mixtur V-VI                | 2′    | B/D |
|                          | Rohrkrummhorn              | 16′   | B/D |
|                          | Tremulant                  |       |     |

| Pedal C–f1 |                              |     |
|            | Trichterbarem                | 16′ |
|            | Octava nazarda               | 4′  |
|            | Überblasende Doppelrohrflöte | 2′  |

- Koppeln: I/P
- Traktur: Schleifladen, vollmechanisch
- Schleifenteilung bei h0/c1

## Von Rößler disponierte Orgeln (Auswahl)
| Ort                     | Kirche                                                                     | Jahr        | Orgelbauer                     | Bild | Manuale | Register | Bemerkungen |
| ----------------------- | -------------------------------------------------------------------------- | ----------- | ------------------------------ | ---- | ------- | -------- | --- |
| Schlüchtern-Hohenzell   | Evang. Pfarrhaus                                                           | 1949        | E. F. Walcker & Cie.           |      | I/P     | 10       | Hausorgel von Rößler, mehrfach umgebaut; 1974 wurde die Orgel nach Königsfeld im Schwarzwald verbracht; Disposition siehe oben |
| Schlüchtern             | Stadtkirche St. Michael                                                    | 1951–1956   | E. F. Walcker & Cie.           |      | II/P    | 27       | Umbau der spätromantischen Ratzmann-Orgel von 1903 → Orgel |
| Schlüchtern-Hohenzell   | Evang. Kirche                                                              | 1951 / 1967 | Willi Peter                    |      | II/P    | 12       | Umbau der Ratzmann-Orgel von 1866; Rößler hatte hier seine Pfarrstelle |
| Schlüchtern-Wallroth    | Evang. Kirche                                                              | 1956        | H. Voigt                       |      | I/P     | 9        | Orgel 1934 aus Kassel gekauft. Baujahr unbekannt. 1956 umgebaut und umdisponiert durch Rößler |
| Malchow                 | Orgelmuseum                                                                | 1957        | Orgelbau W. Sauer              |      | II/P    | 17       | Konzipiert von Rößler und Dietrich W. Prost. Ursprünglich im Kirchsaal des Diakonievereins Züssow bei Greifswald. Jubiläumsorgel der Firma W. Sauer zu ihrem 100-jährigen Bestehen und deren erste mechanische Schleifladenorgel nach der pneumatischen Epoche. Heute größte Orgel des Mecklenburgischen Orgelmuseums. → Disposition |
| Schlüchtern             | Kirchenmusikakademie / Gemeindesaal, später Ostturm im Kloster Schlüchtern | 1957        | H. Voigt                       |      | II/P    | 12       | Zunächst im Gemeindesaal der Kirchengemeinde Schlüchtern im Kloster, dann Versetzung in dem Turmraum des Ostturms. |
| Freiburg im Breisgau    | Hochschule für Musik                                                       | 1959        | Walcker                        |      | III/P   | 37       | Verkauft an die Kirche unserer lieben Frau Königin von Polen in Skotschau-Pogorz, Polen → Disposition |
| Düsseldorf-Unterrath    | Petruskirche                                                               | 1962        | Willi Peter                    |      | IV/P    | 48       | → Orgel |
| Schlüchtern-Elm         | Evang. Kirche                                                              | 1962        | Wilhelm Ratzmann / H. Voigt    |      | II/P    | 10       | Umbau der 1898 durch Ratzmann erbauten pneumatischen Orgel. Im Jahr 1983 Neubau durch Willi Peter mit einigen von Rößlers Registern. |
| Schlüchtern             | Kirchenmusikakademie / Krypta im Kloster Schlüchtern                       | 1965        | Willi Peter                    |      | II/P    | 7        | Orgel als Übinstrument für die damalige Kirchenmusikschule (später Kirchenmusikalische Fortbildungsstätte). Orgel 2009 in Sakristei versetzt und dort 2017 abgebaut. Eingelagert im Orgelteilelager Neuengronau. → Orgel |
| Hamburg-Harvestehude    | Hauptkirche St. Nikolai                                                    | 1966        | Willi Peter                    |      | IV/P    | 63       | Im Jahr 2018 wurde die Orgel wegen Elektronikausfällen stillgelegt. In den Jahren 2019–2023 wurde die Orgel durch Klais saniert und weiterentwickelt. Dabei wurde sie von den ursprünglich 63 auf 101 Register erweitert. → Orgel |
| Steinau an der Straße   | Reinhardskirche                                                            | 1966/1974   | Stehle Orgelbau                |      | II/P    | 26       | Gehäuse von 1732 wiederverwendet. |
| Weinheim                | Peterskirche                                                               | 1967        | Walcker                        |      | IV/P    | 62       | „Die filigranen Aliquoten und wunderbaren Teiltongestaltungen von Rößler sind ein wahrer Ohrenschmaus.“ → Orgel |
| Freiburg im Breisgau    | Auferstehungskirche                                                        | 1967        | Willi Peter                    |      | II/P    | 24       | 2018 überarbeitet und geringfügig umdisponiert durch Orgelbau Späth → Orgel |
| Ramholz                 | Ev. Kirche                                                                 | 1890/1967   | Wilhelm Ratzmann / Willi Peter |      | II/P    | 14       | Umbau und Umintonation nach Plan von Rößler 1967. Das Gehäuse stammt von 1650. |
| Hanau                   | Neue Johanneskirche                                                        | 1968        | Willi Peter                    |      | II/P    | 20       | 2017 restauriert durch Orgelbau Lenter → Restaurierungsbericht |
| Sterbfritz              | Ev. Kirche                                                                 | 1880/1968   | Ernst Röver / Otto Hoffmann    |      | II/P    | 19       | Umdisponierung und Umbau nach Plan von Rößler in 1968. |
| Bad Soden               | Erlöserkirche                                                              | 1968        | Bernhard Schmidt               |      | II/P    | 22       | 1973 Einbau fehlender 9 Register; 2015 durch Neubau ersetzt und verkauft. |
| Eschwege                | Kreuzkirche                                                                | 1970        | Werner Bosch                   |      | II/P    | 17       | → Disposition |
| Schlüchtern             | Stadtkirche St. Michael                                                    | 1970/1976   | Willi Peter                    |      | III/P   | 45       | Neubauplan durch Rößler; zunächst II/P/33. Erweiterungsplan durch Rößler 1974; 1994 Umsetzung in die Neuapostolische Kirche Magdeburg und dort Umbau durch Orgelbau Hüfken (III/P/46); elektrische Trakturen |
| Hof                     | Kreuzkirche                                                                | 1971        | Willi Peter                    |      | II/P    | 26       | → Orgel |
| Steinau-Bellings        | Elisabethkirche                                                            | 1971        | Willi Peter                    |      | I/P     | 6        | Gehörte zu Rößlers Pfarrstelle in Hohenzell |
| Sankt Petersburg        | Petrikirche                                                                | 1972        | Willi Peter                    |      | III/P   | 43       | Ursprünglich für die Deutsche Kirche (Tyska kyrkan) in Stockholm erbaut; 2017 nach St. Petersburg verkauft → Orgel |
| Schlüchtern-Breitenbach | Ev. Kirche                                                                 | 1973        | Willi Peter                    |      | I/P     | 7        | |
| Schlüchtern-Hutten      | Ev. Kirche                                                                 | 1973        | Bernhard Schmidt               |      | I/P     | 6        | |
| Nürnberg                | St. Sebald                                                                 | 1975/1976   | Willi Peter                    |      | III/P   | 72       | Von Rößler zusammen mit Werner Jacob und Otto Mayer (Ansbach) disponiert → Orgel |
| Sinntal-Mottgers        | Ev. Kirche                                                                 | 1976        | Bernhard Schmidt               |      | I/P     | 7        | Ersatz einer Ratzmann-Orgel mit 14 Registern und 2 Manualen |

## Publikationen (Auswahl)
- Klangfunktion und Registrierung. Grundbegriffe musikalischer Klangfunktion und Entwurf einer funktionsbestimmten Registrierungslehre. Bärenreiter, Kassel 1952.
- Orgelwerke. Bärenreiter, Kassel 1954.
- Die Orgel heute. In: Musik und Kirche. 36, 1966, S. 228–230.